# 德博因群島
德博因群島是巴布亞新畿內亞的群島，位於所羅門海，屬於路易西亞德群島的一部分，由3個主島組成，行政方面由米爾恩灣省負責管轄，距離米西馬島13公里，面積41平方公里，人口約2,700。

## 外部連結
- Deboyne Island Information （页面存档备份，存于）
- Deboyne Atoll map（页面存档备份，存于）

10°43′S 152°22′E / 10.717°S 152.367°E